# My Little Pony (франшиза)
My Little Pony (MLP, дослівно «Моя маленька поні») — лінія іграшок та медіа-франшиза, розроблена американською компанією іграшок Hasbro. Перші іграшки були розроблені Бонні Закерле, Чарльзом Мюнгінгером та Стівом Д'Агуанно, з подальшим виготовленням у 1981 році. Маленькі поні мають різнокольорові тіла, гриви та унікальний символ на одній або обох сторонах їхніх боків. Такі символи згадуються в трьох останніх втіленнях як «милі знаки». Маленькі поні кілька разів оновлювалися, одержуючи, новий сучасніший вигляд, аби й надалі залишатися привабливим для ринку, і кожен новий образ колекціонери та шанувальники серіалу називають «поколінням». Франшиза, головним чином, орієнтована на маленьких дівчаток та молодих дівчат, хоча в 2010-х роках вона стала невимушено також культовою для аудиторії дорослих, переважно чоловіків, шанувальників .
Слідом за оригінальною іграшкою My Pretty Pony, яка була представлена в 1981 році, My Little Pony була запущена в 1982 році, а лінія стала популярною в 1980-х роках. Оригінальна лінійка іграшок діяла з 1982 по 1992 рік у США та до 1995 року в усьому світі, а до 1992 року було знято два мультфільми, а потім — анімаційний повнометражний фільм та два анімаційних телевізійних серіали. Пік популярності першого втілення припав на 1990 рік, але наступного року компанія Hasbro вирішила припинити випуск іграшок через зростання конкуренції. У 1980-х роках було продано 150 мільйонів іграшок маленьких поні.
Лінія іграшок була відновлена в 1997 році, але ці іграшки виявилися непопулярними і їх випуск припинили в 1999 році. Бренд став більш популярним у 2003 році з іграшками, які більше нагадували оригінальну лінію іграшок, якої було продано приблизно 100 мільйонів екземплярів поні по всьому світу до 2010 року.
У 2010 році компанія Hasbro запустила четверту версію франшизи, яка почалася з мультсеріалу My Little Pony: Дружба — це диво, який завершився 12 жовтня 2019 року. Бренд зібрав понад US$650 мільйон роздрібних продажів у 2013 році та понад US$1 мільярдів щорічно в роздрібних продажах у 2014 та 2015 роках. З 24 вересня 2021 року компанія Hasbro випустила п'яте покоління іграшок і відповідних носіїв.

## Історія

### Моя гарненька поні (1981)
My Pretty Pony (дослівно: Моя гарненька поні) — це фігурка поні, представлена Hasbro у 1981 році, створена ілюстратором Бонні Закерле та скульптором Чарльзом Мюнгінгером. Мій гарненький поні — це тверда пластикова фігурка заввишки десять дюймів, яка може ворушити вухами, махати хвостом і підморгувати одним оком. Після оригінального My Pretty Pony вийшли My Pretty Pony і Beautiful Baby (дослівно Мій гарненький поні та Прекрасний поні) - постачалися з додатковою меншою фігуркою «дитинчати» поні. Після цього з'явилися рожеві та жовті версії оригіналу, які мають символ на спині поні, що передував фігуркам My Little Pony .

### 1982—1992 роки
Після відносного невдалого успіху лінії іграшок My Pretty Pony, Hasbro представила шість менших і барвистих версій іграшки в 1982 році, які продавалися під назвою My Little Pony («Моя маленька поні»). Ця лінійка іграшок призвела до появи значної кількості товарів під брендом My Little Pony, який пізніше неофіційно став відомим серед колекціонерів як «Перше покоління» або «G1» «Моя маленька поні». Це втілення закінчилося в 1992 році в США, але продавалося на міжнародному ринку до 1995 року. Мультфільми середини 1980-х років (спеціальний анімаційний фільм <i id="mwUg">«Моя маленька поні»</i>, «Моя маленька поні: Втеча з Катріни», «Моя маленька поні: фільм» та сегмент «Моя маленька поні» в серії антології «Моя маленька поні та друзі») і «Моя маленька поні: казки 1992 року» супроводжували фільм.

### 1997—1999 роки
Втілення 1997 року було продано Hasbro як «Friendship Garden» і позначене «Generation 2» колекціонерами. Вони були виготовлені в змінених позах з очима-коштовностями та головами, що обертаються. Також вони менші, стрункіші та довші, ніж їхні аналоги 1982 року. Лінія не мала успіху в США і була припинена в 1999 році, хоча їх продаж тривав за кордоном протягом кількох років. Оскільки друге покоління було більш популярним у Західній Європі, Hasbro продовжувала виробляти та продавати їх у Західній Європі після 1998 року. Більшість із них були схожими на звичайних поні, але кілька єдинорогів були виготовлені за кордоном. Незважаючи на те, що поні-пегаси не виготовлялися, деякі дорослі мали крила. На початку 2000-х років було виготовлено кілька єдинорогів із крилами, що відстібувалися (так звані «Чарівні єдинороги»). Було представлено двох дитинчат поні, але жодне з них не було продано в США.
У Європі головне місце проживання маленьких поні було перейменовано на Поніленд замість «Сади дружби» тз початком виготовлення лінійки іграшок «G3» у 2003 році. Більшість поні, випущених у останні роки лінійки, вважаються рідкісними. Було представлено кілька ігрових наборів, зокрема особняк і замок. Деякі з ліцензованих товарів, випущених у Європі, включали плюшеві мишки, журнали, одяг, парфуми, обгортковий папір та книжки-розмальовки. Була також випущена гра на компакт-диску для комп'ютера «Сади дружби», яка передбачала догляд за поні та ігри по дорозі.
Деякі поні «Другого покоління» продавалися як знімні брелоки, включно з Morning Glory, Sundance, Light Heart та Ivy. Кожна маленька поні поставляється з гребінцем, прикріпленим до її шиї за допомогою шнурка. На зворотному боці упаковки написано: «Логотип і назви поні My Little Pony є торговими марками Hasbro Inc. Авторське право 1998.» Вони були виготовлені за ліцензією Fun-4-All Corporation і зроблені в Китаї.

#### Моя маленька поні: Сади дружби(1998)
My Little Pony: Friendship Gardens — це гра для віртуальних домашніх тварин, розроблена Artech Studios і випущена Hasbro Interactive.

### 2003—2009 роки
Третє втілення My Little Pony, яке колекціонери часто неофіційно називають «поколінням третім» або «G3», почалося в 2003 році. Оновлена лінія ляльок була орієнтована на більш молодшу аудиторію, ніж попередні лінії. До кінця покоління в 2009 році було щонайменше дві незначні реконструкції. Серія анімаційних фільмів прямого перегляду (здебільшого виробництва SD Entertainment) супроводжувала цю лінійку.

### 2010—2021 роки
Наступне втілення My Little Pony, неофіційно відоме як «Четверте покоління», було запущено в 2010 році. Дія відбувається у вигаданій локації під назвою Еквестрія, а головними героями є Твайлайт Спаркл, Спайк, Рейнбоу Деш, Пінкі Пай, Ґраббер, Реріті, Принцеса Селестія, Епплджек, Флаттершай тощо. В телесеріалі My Little Pony: Дружба — це диво, анімаційному фентезійному фільмі My Little Pony в кіно та інших фільмах головні ролі грають ці ж самі персонажі. Ця епоха викликала зростанням фенду серед дорослих завдяки успіху телесеріалу.
My Little Pony: Equestria Girls, антропоморфний спін-офф, був запущений у 2013 році.
«Моя маленька поні: Життя поні» — комедійний серіал, який вийшов у 2020 році вже має новий анімаційний стиль чібі. 

### З 2021 року
У лютому 2021 року компанія Hasbro оголосила про початок поточної лінійки іграшок «Generation Five» із 3D-анімаційним фільмом CG (виробництва Entertainment One та анімації Boulder Media) та подальшого телесеріалу. На відміну від попередніх змін у поколінні, які, як правило, мали абсолютно новий набір персонажів, п'яте покоління спиратиметься на світ та історії, створені в четвертому поколінні з Friendship Is Magic, але включатиме стрибок у часі, щоб представити нових персонажів і теми. За словами Емілі Томпсон з Hasbro, віце-президента глобального бренд-менеджменту Entertainment One, нова лінія орієнтована на покоління Альфа, яке «має вищий емоційний інтелект, і вони очікують набагато більшого від своїх розваг»; з цією метою теми шоу будуть спрямовані на різноманітність та інклюзивність, але все ще включатимуть кивки та великодні яйця з попереднього покоління.
Дія фільму та серіалу розгортається десь після закінчення подій «Дружба — це магія», де «дружба та гармонія були замінені параноєю та недовірою», а різні види поні розділилися на власні племена. Серед головних героїв п'ятого покоління — Санні Старскаут (самка земної поні), Іззі Мунбоу (жінка єдиноріг) та Хітч Трейлблейзер (самець земної поні) поряд з братами і сестрами Пегаса Піп Пелетс та Зіп Сторм.
Спочатку кінотеатральний прокат фільму планувався компанією Paramount Pictures, але реліз був скасований через пандемію COVID-19. Він був проданий Netflix, а дата виходу фільму призначена на 24 вересня 2021 року. Netflix також засвітив свій наступний анімаційний серіал CG, який також дебютує на сервісі потокового передавання. Під час заходу для інвесторів Hasbro у лютому 2021 року президент брендів Entertainment One Олів'є Дюмон оголосив, що 44-хвилинний спеціальний випуск також готується для Netflix.
Після цього фільму з'явився спеціальний телевізійний серіал під назвою «Моя маленька поні: Зробіть свій слід» у травні та вересні 2022 року відповідно, а також спеціальний серіал на тему Різдва під назвою «Моя маленька поні: Зимовий день бажань» у листопаді на Netflix. У квітні 2022 року відбулася прем'єра ексклюзивного серіалу YouTube під назвою Розкажи свою історію" Другий сезон «Моя маленька поні: Зробіть свій слід» разом із 44-хвилинним спеціальним фільмом «Брайдлвудсток» вийшов у червні 2023 року.

## Дорослі прихильники

### Колекціонери
Іграшки My Little Pony привернули увагу колекціонерів з першого випуску: У 2000-х роках ЗМІ повідомляли про з'їзди колекціонерів, вважаючи дивним, що дорослі жінки цікавляться речами, пов'язаними з франшизою «Моя маленька поні». Повідомляється, що на конвенції колекціонерів «Моя маленька поні» 2004 року був лише один чоловік. Оновлюючи лінійку іграшок, Hasbro запевнила колекціонерів, що випустить My Little Pony для колекціонерів.

### Fandom Friendship Is Magic

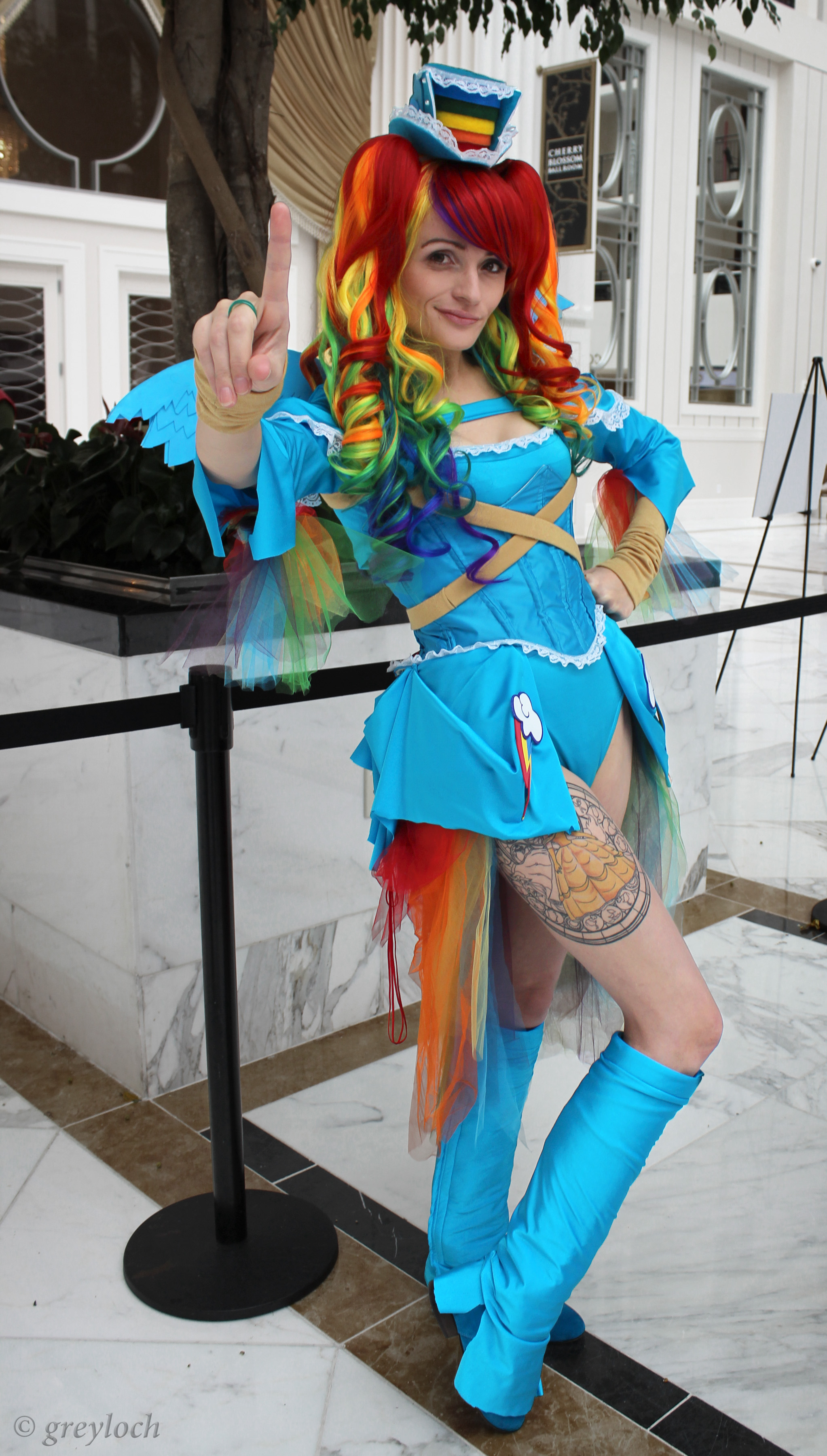
Косплей, натхненний My Little Pony.

Незважаючи на те, що Hasbro націлена на молодих дівчат та їхніх батьків, четверте втілення франшизи стало культовим та Інтернет-феноменом, оскільки телевізійний серіал «Моя маленька поні: Дружба — це магія» створив несподіваний фендом, з багатьма фанатами чоловічої статі у віці між 13 і 35 роками, створюючи велику базу шанувальників та чимало творчих робіт, фан-сайтів і конвенцій. Фан-база прийняла назву «brony», суміш «bro» та «pony», щоб описати себе. Старша база шанувальників стала несподіванкою для Hasbro та співробітників, які беруть участь у шоу. Вони оцінили та прийняли фендом, пошанувавши фанатів у шоу та іграшках. Шерілін Коннеллі та інші зазначили, що броні відштовхують інших шанувальників франшизи, зосереджуючись на самому фендомі, а не на шоу. : 

## Соціальний вплив

### Споживацтво
My Little Pony часто висміюють за сприяння споживацтву. Коли медіа-адаптація франшизи дебютувала, у США було багато суперечок щодо телевізійної реклами, націленої на дітей. Пом'якшене регулювання у 1980-х роках щодо перехресних посилань між програмуванням і рекламою призвело до появи іграшкових шоу, таких як Чоловік та Володарі Всесвіту Mattel, Трансформери Hasbro, GI Joe, а пізніше My Little Pony 'n' Friends.

### Жіночність
Коннеллі стверджує, що My Little Pony привертає до себе таку увагу не тому, що бізнес-методи франшизи чи стандарти вмісту особливо відрізняються від інших франшиз, а тому, що вона відверто дівчача. Відповідаючи на критику, що "Моя маленька поні " є «сміттям», а «Зоряні війни» походять від «цілісності та творчого бачення», мультиплікатор Крейг МакКракен зазначив, що обидві франшизи можуть бути цілісними або бути сміттям, залежно від того, як їх створено. Дизайнер персонажів Кріс Баттл зазначив, що медіа-адаптація My Little Pony вважається менш достовірною, оскільки вона орієнтована на дівчат. 